# Iracema (1917)
Iracema é um filme mudo brasileiro de 1917, dirigido por Vittorio Capellaro, baseado na obra homônima de José de Alencar de 1865. No elenco, está Iracema de Alencar, interpretando a personagem titular, que adotou esse nome artístico por causa do filme.
É considerado um filme perdido, por nenhuma cópia do filme ter sido preservada.

## Elenco
- Iracema de Alencar
- Vittorio Capellaro
- Georgina N. Cappelaro
- Ernesto Crehneras
- Alvaro Fonseca
- Leonel Simi